# Carl Mayr (Gastronom)
Carl Mayr (* 5. November 1875 in Salzburg, Österreich-Ungarn; † 17. Oktober 1942 in Henndorf am Wallersee) war ein österreichischer Künstler, Modeschöpfer und Gastronom.

## Leben
Carl Mayr war der dritte Sohn unter den sieben Kindern des Salzburger Gastwirts Franz Mayr und seiner Ehefrau Maria, geborene Moser. Zeitweise besaß sein Vater vier Gastwirtschaften. Bei seinem Onkel mütterlicherseits, Kaspar Moser III., der in Henndorf das Gasthaus „Kaspar-Moser-Bräu“ betrieb, verbrachte Carl Mayr zusammen mit seinem jüngeren Bruder Richard als Kind oft die Ferien. 
1882 zog die Familie auf den Rauchenbichlerhof, einem Gutshof an der Schallmoser Hauptstraße. Im selben Jahr trat Carl Mayr in die fünfklassige Volksschule St. Andrä im rechtsseitigen Stadtteil Salzburgs ein. Ab 1886 besuchte er das k. k. Staatsgymnasium, 1888 wechselte er ans Rupertinum, in dem er bis 1890 blieb. 1891 verlor er seine Mutter. Ein Jahr später trat er in das Erziehungsinstitut Rodr ein, das er 1895 nach Ablegung der Maturitätsprüfung verließ.
Es folgte der Militärdienst als Einjährig-Freiwilliger beim K. u. k. Infanterie-Regiment Erzherzog Rainer Nr. 5 in Salzburg. Danach begann Carl Mayr ein Jurastudium in Wien, das er nach vier Semestern abbrach, um nach München zu ziehen. Dort studierte er – mit Unterbrechungen – von 1898 bis 1901 Malerei. Sein Ausbildungsgang ist nicht mehr sicher zu rekonstruieren; möglicherweise besuchte er die Laienmalschule von Heinrich Knirr. In die Münchner Zeit fiel die Bekanntschaft mit Alfred Kubin, mit dem Carl Mayr lebenslang befreundet blieb. 1901 wurde Carl Mayr Leutnant der Reserve. 
Nachdem Richard Mayr seine Karriere als Opernsänger begonnen hatte, lebte Carl häufig bei diesem in Wien. Die Sommer verbrachte er wie in seiner Kindheit in Henndorf. Wahrscheinlich schuf er dort erste Entwürfe für Trachtenkleidung. 1905 arrangierte er den künstlerischen Teil des Salzburger Anthropologentages, bei dem historische Kostüme vorgeführt wurden. Die Veranstaltung fand im Museum Carolino Augusteum statt.
1906 gingen die Wirtshäuser des Vaters, der sechs Jahre später starb, an die beiden ältesten Söhne Franz und Friedrich über. Carl und die anderen jüngeren Geschwister wurden ausbezahlt. Doch wenige Jahre später begann auch Carl Mayr eine Tätigkeit in der Gastronomie: Ab 1910 leitete er das „Kaspar-Moser-Bräu“ in Henndorf, nachdem sein Onkel verstorben war. Gleichzeitig war er weiterhin künstlerisch tätig, indem er Trachtenmode entwarf und zum Teil auch selbst herstellte. Wie etwa aus seiner Beitrittserklärung zum Museumsverein des Carolino Augusteums hervorgeht, bezeichnete er sich selbst als „akademischer Maler“.
1916 wurde Carl Mayr zum Kriegsdienst einberufen. Er wurde zunächst Inspektor von Kriegsgefangenenlagern. 
1930 verkauften die Brüder Mayr einen Großteil ihrer Liegenschaften in Henndorf, was aber dem gesellschaftlichen Leben um den Henndorfer Kreis keinen Abbruch tat.
Der Architekt Otto Prossinger erhielt 1934 den Auftrag, einen Sommerpavillon in Henndorf für Richard Mayr zu gestalten. Dieser war bereits zu krank, um sich selber um die Betreuung dieses Vorhabens zu kümmern. Carl Mayr übernahm die Aufgabe, doch wurde der Pavillon erst zwei Jahre nach Richard Mayrs Tod vollendet.
1942 starb auch Carl Mayr in seiner Villa in Henndorf. Er wurde in der Familiengruft der Familie Gabler-Mayr auf dem St.-Peter-Friedhof in Salzburg beigesetzt. Seine Nichte Maria Mayr heiratete den Brau- und Bauindustriellen Gustav Kapsreiter und machte sich als Kunstmäzenin einen Namen, auch sie sind in der Familiengruft auf dem St.-Peter-Friedhof begraben.

## Henndorf als Künstlerquartier
Seit 1915 besaß Carl Mayr eine Villa gegenüber dem Gasthof. Zusammen mit seiner Nichte Maria und deren Ehemann Gustav Kapsreiter zog er zahlreiche Kunstschaffende nach Henndorf. Maria Kapsreiter-Mayr studierte ab 1920 an der Wiener Kunstgewerbeschule. Kapsreiter förderte etwa Alfred Kubin und Richard Billinger. 
Mayr war unter anderem mit dem Schriftsteller Burghard Breitner befreundet. Nach dem Ersten Weltkrieg trat er dem in Salzburg neu gegründeten „Wassermann“, einer avantgardistischen Künstlervereinigung um die Maler Felix Albrecht Harta und Anton Faistauer, bei. Ab 1926 war auch Carl Zuckmayer, der der Familie Mayr das Anwesen „Wiesmühl“ abgekauft hatte, in Henndorf ansässig. Um Zuckmayer bildete sich bald der Henndorfer Kreis.
Nachdem 1920 mit der ersten Aufführung des Jedermann die Salzburger Festspiele ihren Anfang genommen hatten, wurde Henndorf zum bevorzugten Sommerquartier zahlreicher Bühnenkünstler und Festspielbesucher.
Carl Mayr gründete für die Gäste und ihre Kinder ein Laientheater.
Zuckmayer beschreibt in seinen Erinnerungen, wie sehr das Leben in Henndorf durch Mayr geprägt war. Mayr sei „so etwas wie ein Märchenkönig“ gewesen: „Seine Persönlichkeit hatte der ganzen Henndorfer Welt etwas von einem Märchenreich aufgeprägt, in dem wie im Sommernachtstraum Elfe und Poltergeist neben dummschlauen und kauzigen Handwerkern zu Hause waren, und der von 'draußen' kommende Besucher mußte erst die Märchenprobe bestehn, um seine Schwelle überschreiten zu können. So war es zunächst noch keineswegs sicher, ob wir die Wiesmühl kaufen und Carls Nachbarn werden könnten: es hing nicht so sehr davon ab, ob uns das Haus gefiel, sondern ob wir ihm gefielen.“

## Nachwirkung

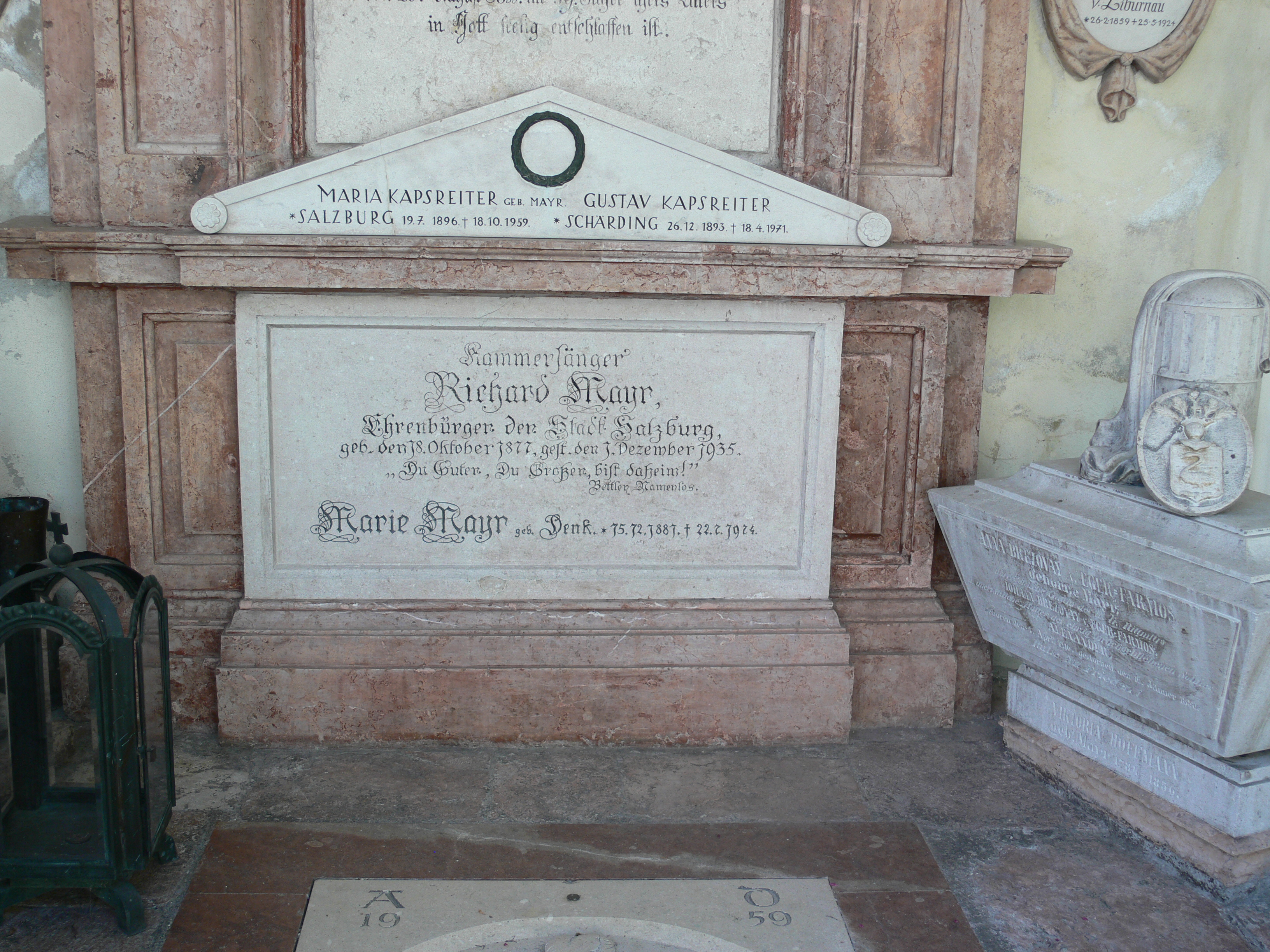
Gruft der Familie Mayr auf dem Petersfriedhof Salzburg

Carl Mayrs Wirken als Wirt wie auch als Künstler wird in Carl Zuckmayers autobiographischem Werk „Als wär's ein Stück von mir“ ausführlich geschildert. Am 22. August 1936 erschien in der Neuen Freien Presse ein Artikel von Professor Wimmer-Wisgrill über Carl Mayr als Kostümbildner. Im Jahr 2003 fand die Ausstellung „Carl und Richard Mayr. Tracht und Design der Zwanziger Jahre“ in Salzburg statt. Nach Carl Mayr wurde der Carl-Mayr-Weg ⊙ in Henndorf benannt. Die heutige Gestalt der Henndorfer Tracht wird auf Carl Mayr zurückgeführt.
Anlässlich der Ausstellung über die Brüder Mayr im Jahr 2003 schrieb Ernestine Hutter: „Sein kunsthandwerkliches Schaffen ist schwer in gängige Klischees einzuordnen. Es wird von einer Vielschichtigkeit geprägt, das in der Welt eines neureichen Bürgertums der Gründerzeit […] wurzelt, und bewegt sich zwischen dem Interesse an Bodenständigem und kreativem Umgang mit der Historie.“ Im Gegensatz zu den Zielen eines 1910 gegründeten Landesausschusses, der die herkömmlichen Trachtenformen zu konservieren suchte, habe Carl Mayr einen kreativen Umgang mit den alten Materialien und Formen bevorzugt. „Er entdeckte für sich und seine Kleidung das Bauernleinen neu.“ Nachweislich sei Carl Mayr der Erfinder oder Begründer der Leinen-Trachten-Kleidung in Salzburg – jener „Kleidung also, deren Urheberrecht sich stets die Firma Lanz zuschrieb, für die Carl Mayr als Designer jahrelang gearbeitet hatte, ohne dass jedoch sein Name offiziell aufgeschienen war.“ „Die im Zuge der Ausstellung gesammelten Unterlagen und Exponate“, so Hutter, bewiesen eindeutig, „dass das Wirken von Carl Mayr wesentlichen Anteil hatte am Erfolg, den die Betreiber der Trachtenerneuerung in Salzburg verbuchen konnten.“ Untrennbar sei der Name Carl Mayrs mit dem des Henndorfer Jankers und des Henndorfer Dirndls verbunden, und so auch überhaupt mit der Leinenkleidung, „mit der in den 1920er und 1930er Jahren die Gäste der Salzburger Festspiele […] ausgestattet wurden, um dann […] die Rolle der großen Modevorbilder […] zu übernehmen.“
Ein besonderes Merkmal der von Carl Mayr entworfenen Kleidungsstücke waren die Stickereieinsätze, die er meist persönlich anfertigte. Zu den größeren Stickereien Mayrs, die erhalten geblieben sind, gehört eine Tapisserie mit dem Thema Judith und Holofernes. Zuckmayer berichtet, dass er bei der Entstehung dieses Gobelins mit zugegen war, und würzt die Erzählung mit dem Bericht einer Art Geistererscheinung. Es sei der Todestag von Mayrs Großmutter gewesen, plötzlich sei ein lautes Pochen auf den Dielen wie von einem Krückstock zu hören gewesen und Mayr habe ganz selbstverständlich auf diese wortlose Anfrage aus dem Jenseits geantwortet: „Ja ja […] es is alles recht und's Geschäft geht gut. Jetzt geb scho Ruh.“